# Ceylalictus dapitanellus
Ceylalictus dapitanellus är en biart som först beskrevs av Cockerell 1915.  Ceylalictus dapitanellus ingår i släktet Ceylalictus och familjen vägbin. Inga underarter finns listade i Catalogue of Life.